# 越發甜
越發甜（日语：ドルチェモア），是日本純種競賽馬匹。生涯主要出戰一哩賽事，曾勝出2022年朝日盃未來錦標及沙特阿拉伯皇家盃。

## 出賽前
2020年2月21日出生於北海道日高町下河邊牧場，成長途中被馬主公司Three H Racing Co. Ltd.購入。
其後交由栗東訓練中心練馬師須貝尚介訓練。

## 競賽生涯

### 2歲
2022年8月20日出戰札幌競馬場2歲新馬戰，比賽初段搶佔位置下展開領放，最終成功一放到底下以3馬位拉開對手取首勝。
其後出戰沙特阿拉伯皇家盃，由於本次比賽花崗石以更積極的動作佔先，因而越發甜選擇於對手身後逐步推進。進入直路後，其於所在位置瞬間進入加速狀態，最終轟出全場最快的後600米33.4秒末腳速度下取得分級賽冠軍。
12月18日出戰朝日盃未來錦標，賽前取得第一人氣。比賽開始後，前方由All Parfait及花崗石帶出，以越發甜則於兩駒後方的第三位置，並於比賽途中一直保持穩定的節奏。進入直路後，其隨即進行加速並迫近前方對手，最終於最後200米取得領先後繼續保持速度抵擋後方野田達陣及超脫標籤的追擊，以頸位優勢取得首個一級賽冠軍。
年末，由於其以無敗三連勝的姿態勇奪一級賽優勝，因而於評選中獲得279票力壓贏得希望錦標的盡得真傳成爲最佳2歲雄馬。

### 3歲
2023年首戰爲NHK一哩賽前哨戰紐西蘭盃，雖然於比賽開始後隨即以優秀的反應搶得領先位置，然而於直路未能維持走勢，最終於不斷失速下以第七落敗。
其後按照計劃出戰NHK一哩賽，但於其中再度因失速而以第十二完賽，6月出戰安田紀念挑戰年長馬匹更以包尾第十八慘敗。
入秋後陣營安排其轉戰短途賽事，然而其於比賽中完全未能展現鬥心，於人馬錦標及短途馬錦標兩場賽事分別以第十二及第十三大敗。
10月18日於馬主商討過後，其被轉移至隸屬美浦訓練中心的上原祐紀馬房。
12月9日出戰轉廄後的首戰中日新聞盃，比賽途中以先行戰術保持於約莫第六、七的位置推進，然而進入直路後其再度失速，最終沉底之下以包尾慘敗。

### 4歲
2024年首戰爲三級賽京都金盃，比賽初段搶佔位置領放，然而於進入直路後隨即失速，最終再度以包尾完賽。
其後出戰東京新聞盃，比賽初段處於後方位置追走，但於直路上明顯未能加速衝刺，最終以第十三大敗。
3月30日出戰打吡公爵挑戰盃，於比賽途中保持於最後方位置，通過彎道時候嘗試於內欄加速，但於進入直路後勢頭隨即減弱，最終以第十三落敗。
5月23日再度轉廄，轉往隸屬栗東訓練中心、本年度新開倉的練馬師高橋一哉馬房。
9月8日復出出戰京成盃秋季讓賽，比賽初段選擇迅速推進搶佔先頭位置，但最終未能維持速度下於直路大幅失速，以包尾第十六慘敗。
其後陣營決定安排其轉戰泥地，原定以東京盃為目標，但於獎金不足下改為出戰表列賽綠台盃。比賽開始後，其於內欄位置展開推進，然而進入直路後依舊未能保持速度，最終沉底下以尾二第十五大敗。
11月9日繼續出戰泥地賽事武藏野錦標，採取領放戰術下於最後彎道經已開始失速，最終大幅沉底下以包尾完賽，更被尾二的賽駒拉開7.4秒的時間差距。
武藏野錦標後，陣營決定安排其轉籍地方，交由大井競馬場練馬師藤田輝信訓練。
12月3日出戰地方首戰堇菜賞，比賽初段維持於約莫第六、七左右的位置，於直路上嘗試加速上前，最終跑獲一席第五的戰績，為其時隔2年再度跑入頭五之內。

### 5歲
2025年首戰為1月15日的冬季短途錦標，比賽初段一直處於先頭位置，然而於直路上大幅失速後退，最終以包尾大敗。
其後在2月出戰多摩川公開賽及梅花賞，雖然其在比賽途中得以維持節奏，但在直路均發揮不佳下雙雙以第五完賽。
6月及7月繼續以公開賽作為目標，但表現再度回落下分別以尾二及包尾大敗。
包尾大敗後，陣營考慮其近況下決定安排其退役，取消特別區競馬組合的賽駒註冊

### 詳細賽績
| 日期       | 舉辦國家 | 馬場 | 距離   | 級別 | 賽事名稱         | 負重 | 騎師     | 馬號 | 出馬 | 名次 | 時間   | 頭馬（二馬）       |
| ---------- | -------- | ---- | ------ | ---- | ---------------- | ---- | -------- | ---- | ---- | ---- | ------ | ------------------ |
| 20/8/2022  | 日本     | 札幌 | 草1500 |      | 2歲新馬戰        | 54   | 橫生和生 | 6    | 12   | 1    | 1:32.2 | （Ranfurly Banks） |
| 8/10/2022  | 日本     | 東京 | 草1600 | GIII | 沙特阿拉伯皇家盃 | 55   | 橫生和生 | 7    | 9    | 1    | 1:33.4 | （花崗石）         |
| 18/12/2022 | 日本     | 阪神 | 草1600 | GI   | 朝日盃未來錦標   | 55   | 坂井瑠星 | 2    | 17   | 1    | 1:33.9 | （野田達陣）       |
| 8/4/2023   | 日本     | 中山 | 草1600 | GII  | 新西蘭盃         | 56   | 橫生和生 | 8    | 16   | 7    | 1:34.3 | Eeyan              |
| 7/5/2023   | 日本     | 東京 | 草1600 | GI   | NHK一哩賽        | 57   | 三浦皇成 | 13   | 17   | 12   | 1:34.9 | 鑽彩               |
| 4/6/2023   | 日本     | 東京 | 草1600 | GI   | 安田紀念         | 54   | 坂井瑠星 | 8    | 18   | 18   | 1.34.3 | 前人足跡           |
| 10/9/2023  | 日本     | 阪神 | 草1200 | GII  | 人馬錦標         | 55   | 池添謙一 | 4    | 15   | 13   | 1:08.3 | 竹園飛劍           |
| 1/10/2023  | 日本     | 中山 | 草1200 | GI   | 短途馬錦標       | 56   | 西村淳也 | 12   | 16   | 12   | 1:09.0 | 大海女神           |
| 9/12/2023  | 日本     | 中京 | 草2000 | GIII | 中日新聞盃       | 57   | 團野大成 | 3    | 17   | 17   | 2:00.3 | Yamanin Salvum     |
| 6/1/2024   | 日本     | 京都 | 草1600 | GIII | 京都金盃         | 56   | 團野大成 | 16   | 18   | 18   | 1:35.7 | 排練導師           |
| 4/2/2024   | 日本     | 東京 | 草1600 | GIII | 東京新聞盃       | 57   | 石橋脩   | 3    | 16   | 13   | 1:33.5 | 櫻花永放           |
| 30/3/2024  | 日本     | 中山 | 草1600 | GIII | 打吡公爵挑戰盃   | 56   | 內田博幸 | 16   | 16   | 14   | 1:34.3 | 原生藝術           |
| 8/9/2024   | 日本     | 中山 | 草1600 | GIII | 京成盃秋季讓賽   | 55   | 北村友一 | 14   | 16   | 16   | 1:33.6 | 百塔意城           |
| 6/10/2024  | 日本     | 東京 | 泥1600 | L    | 綠台盃           | 60   | 西村淳也 | 2    | 16   | 15   | 1:37.8 | Shonan Raishin     |
| 9/11/2024  | 日本     | 東京 | 泥1600 | GIII | 武藏野錦標       | 57   | 三浦皇成 | 6    | 15   | 15   | 1:46.1 | 開天君             |
| 3/12/2024  | 日本     | 大井 | 泥1200 | OP   | 堇菜賞           | 56   | 矢野貴之 | 12   | 16   | 5    | 1:13.0 | 盡歡               |
| 15/1/2025  | 日本     | 大井 | 泥1200 | OP   | 冬季短途錦標     | 57   | 安藤洋一 | 11   | 1    | 11   | 1:13.9 | 雙料王             |
| 6/2/2025   | 日本     | 川崎 | 泥1600 | OP   | 多摩川公開賽     | 57   | 山崎誠士 | 11   | 13   | 5    | 1:44.2 | Alain Barows       |
| 26/2/2025  | 日本     | 浦和 | 泥1400 | OP   | 梅花賞           | 56   | 山崎誠士 | 5    | 7    | 5    | 1:28.3 | 劍王爵             |
| 10/6/2025  | 日本     | 大井 | 泥1200 | OP   | 百合海鷗公開賽   | 56   | 矢野貴之 | 9    | 10   | 9    | 1:13.3 | Polygon Wave       |
| 3/7/2025   | 日本     | 大井 | 泥1400 | OP   | 七月賞           | 56   | 顧偉樂   | 1    | 8    | 8    | 1:29.0 | 里見暴風           |

## 退役後
退役後，越發添並未入種，而是於長野縣小川村明松寺馬事公苑休養，在2025年作為乘騎馬使用。

## 血統簡介
父系統治地位爲日本賽駒，生涯戰績優秀，曾遠征香港出戰女皇盃取得大捷。祖父夏威夷王爲日本賽駒，生涯戰績極爲優秀，僅得一戰未能獲勝，曾勝出一級賽NHK一哩賽及東京優駿，爲日本史上首匹贏得變則二冠的賽駒。
母系Ayusan爲日本賽駒，生涯戰績優秀，曾勝出一級賽櫻花賞。外祖父大震撼爲日本賽駒，爲日本賽馬史上第二匹無敗三冠馬，生涯出戰十四場賽事僅得兩場未能勝出，退役後配種成績亦極爲優秀。

### 血統表
| 父線：金滿寶系（淘金者系）     |                            |              |                |
| 種馬 統治地位 2007年（棗色）   | 夏威夷王 2001年（棗色）    | 金滿寶       | 淘金者         |
| 種馬 統治地位 2007年（棗色）   | 夏威夷王 2001年（棗色）    | 金滿寶       | Miesque        |
| 種馬 統治地位 2007年（棗色）   | 夏威夷王 2001年（棗色）    | Manfath      | 最後大官       |
| 種馬 統治地位 2007年（棗色）   | 夏威夷王 2001年（棗色）    | Manfath      | Pilot Bird     |
| 種馬 統治地位 2007年（棗色）   | 氣槽 1993年（棗色）        | 東來兵       | Kampala        |
| 種馬 統治地位 2007年（棗色）   | 氣槽 1993年（棗色）        | 東來兵       | Severn Bridge  |
| 種馬 統治地位 2007年（棗色）   | 氣槽 1993年（棗色）        | Dyna Carle   | 北方風味       |
| 種馬 統治地位 2007年（棗色）   | 氣槽 1993年（棗色）        | Dyna Carle   | Shadai Feather |
| 繁殖雌馬 Ayusan 2010年（棗色） | 大震撼 2002年（棗色）      | 週日寧靜     | Halo           |
| 繁殖雌馬 Ayusan 2010年（棗色） | 大震撼 2002年（棗色）      | 週日寧靜     | Wishing Well   |
| 繁殖雌馬 Ayusan 2010年（棗色） | 大震撼 2002年（棗色）      | 風中秀髮     | Alzao          |
| 繁殖雌馬 Ayusan 2010年（棗色） | 大震撼 2002年（棗色）      | 風中秀髮     | Burghclere     |
| 繁殖雌馬 Ayusan 2010年（棗色） | Buy the Cat 1995年（栗色） | 雷貓         | 雷鳥           |
| 繁殖雌馬 Ayusan 2010年（棗色） | Buy the Cat 1995年（栗色） | 雷貓         | Terlingua      |
| 繁殖雌馬 Ayusan 2010年（棗色） | Buy the Cat 1995年（栗色） | Buy the Firm | Affirmed       |
| 繁殖雌馬 Ayusan 2010年（棗色） | Buy the Cat 1995年（栗色） | Buy the Firm | By the Hand    |
| 雌系：Affection系（號族：9-f） |                            |              |                |
| 五代內近親交配：北地舞人 5×5   |                            |              |                |

## 命名由來
名字中，Dolce（ドルチェ）於意大利語中意思是甜，More（モア）於英語中代表更加，香港則結合兩部分的意思，翻譯为「越發甜」。

## 外部連結
- 越發甜 netkeiba.com （页面存档备份，存于）
- 血統表 （页面存档备份，存于）